# Katja Beer
Katja Beer (Dohna, 10 ottobre 1976) è un'ex biatleta tedesca.
È figlia di Manfred, sorella di Romy e moglie di Jan Wüstenfeld, tutti a loro volta biatleti di alto livello.

## Biografia
In Coppa del Mondo ottenne il primo risultato di rilievo il 18 gennaio 1996 a Osrblie (45ª), il primo podio il 18 gennaio 1998 ad Anterselva (3ª) e la prima vittoria il 15 marzo 2002 a Lahti.
In carriera prese parte a un'edizione dei Giochi olimpici invernali, Nagano 1998 (39ª nell'individuale), e a tre dei Campionati mondiali (6ª nella partenza in linea a Chanty-Mansijsk 2003 il miglior risultato).

## Palmarès

### Coppa del Mondo
- Miglior piazzamento in classifica generale: 12ª nel 2003
- 14 podi (4 individuali, 10 a squadre[4]):
  - 2 vittorie (1 individuale, 1 a squadre)
  - 9 secondi posti (1 individuale, 8 a squadre)
  - 3 terzi posti (2 individuali, 1 a squadre)

#### Coppa del Mondo - vittorie
| Data             | Località           | Nazione         | Spec.                                                |
| ---------------- | ------------------ | --------------- | ---------------------------------------------------- |
| 15 marzo 2002    | Lahti              | Finlandia       | RL (con Katrin Apel, Martina Zellner e Martina Beck) |
| 15 dicembre 2002 | Pokljuka Östersund | Slovenia Svezia | PU                                                   |

Legenda:

PU = inseguimento

RL = staffetta